# CUZSICK
CUZSICK（カズシック、1973年3月10日 - ）は、宮城県仙台市出身、在住のラッパー。東北学院大学卒業。株式会社シークエンス代表取締役社長。

## 人物
地元でDate fmの生放送番組やKHBの裏影という深夜番組やファッション誌『COLOR』で連載をしている他、FMノースウェーブにて番組をもつ。
Datefmでの生放送番組に尊敬する長渕剛を呼んだ。

## 来歴
2005年
- プロデュースしリリースしたCD「RAP SOUND BURGER」はオリコンインディーズチャート7位を記録。

- 仙台市市長選挙戦の時には、仙台市選挙管理委員会からの依頼により「選挙へ行こう啓発RAP」を制作。
- 出演するTV番組ではラッパー先生として「いじめ問題」や「ニート問題」「政治・選挙」についてもラジオ番組で取り上げている。

- ケツメイシのDJ KOHNOが監修したコンピレーションCD「JOYRIDE」に夜光虫のKUTTSと共に参加、夜光虫のKUTTSや東北ラッパー達とのユニット「Mess-Age Crew」としても活躍。

2006年
- メジャーレコード会社R and Cと組み、東北発信本格ヒップホップレーベル「Mess-Age Records」を設立。同年発売したアルバムに収録されている「青葉城恋唄21」は、仙台が生んだ全国的ヒット曲である、さとう宗幸の「青葉城恋唄」をリメイクしたラップで東北を中心に話題となっている。仙台七夕花火祭での打ち上げ前LIVEや仙台市中心街アーケードでの楽曲ONAIR、東北楽天ゴールデンイーグルス・フルキャストスタジアム試合後ソング等仙台市の様々な場所でかかった。アルバム『前略、未知の國から』はオリコンインディーズチャート7位。
- 「ニート問題」については専門学生と共同でシンポジウムを開催し様々なメディアで取り上げられた

2007年
- 5月 - Mess-Age Crew NEWアルバム「LOVE MY BLOCK」リリース。CDリード曲Dear My New Friendsは日テレ系全国ネット「嗚呼！花の料理人」。進学塾TVCMソングとしてON AIR。HB東日本放送「裏影」人生裏影ケセラセラテーマソング。テレ朝系・6県ネット「裏のオク」君の手をエンディングテーマ
- 10月より東北楽天ゴールデンイーグルスタイアップ番組「WE AER EAGLER」パーソナリティー（放送局：Date fm 毎週土曜11:30～）

2009年
- 7月 歌謡演歌歌手まきのめぐみとのコラボレーションアルバム「Smooth Loco☆Motion」をリリース

島倉千代子の「七夕おどり」のRAPバージョンや
- 楽天イーグルスの憲史選手のテーマソングにも使用されている「元気の歌」
- 第40回仙台七夕花火祭りの応援ソング「花火の下で」など、話題作多数収録

- エンタメHIP POPSユニット「ガシァ」のプロデュース。
- ガシァを起用したリサイクルショップ『万代」の TVCMも制作＆プロデュース等、プロデューサーとしても活動している。

2011年
震災後は、
宮城県ローカル局でのTV番組、ラジオ番組のプロデュース、演出をメインに活動。